# 375 (số)
375 (ba trăm bảy mươi lăm) là một số tự nhiên ngay sau 374 và ngay trước 376.